# Джафаров, Эмин Хафиз оглы
Эмин Хафиз оглы Джафаров (азерб. Emin Hafiz oğlu Cəfərov; род. 12 октября 1979, Баку) — азербайджанский стрелок и тренер, специализирующийся на стендовой стрельбе (скит), генеральный секретарь Федерации стрельбы Азербайджана, директор Республиканской спортивной школы стендовой стрельбы. Участник Олимпийских игр 2020.

## Биография
Эмин Джафаров родился 12 октября 1979 года в Баку. Его отец — Хафиз Джафаров (умер в октябре 2020) — был тренером по стендовой стрельбе национальной сборной.
Эмин владеет русским, азербайджанским, турецким и английским языками. По профессии экономист.

## Карьера
Начал заниматься стрельбой в 1997 году, впервые выступил в соревнованиях в 1998. Выступает за клуб «Габала».
На чемпионате мира 2006 года в Загребе стал 62-м. До 2010 года он не поднимался выше 50-го места, становившись 75-м в 2007 (Никосия), 50-м в 2008 (Марибор), 93-м в 2010 (Мюнхен). В 2011 году стал 32-м в Белграде, однако затем вновь последовали слабые результаты — 56-е место в 2013 (Лима), 90-е в 2014 (Гранада), 84-е в 2015 (Лонато). Свой лучший результат в карьере Джафаров показал на чемпионате мира 2018 года в Чханвоне, где занял 15-е место. Также он стал 20-м в Лонато в 2019.
На Европейских играх в Баку занял 24-е место с результатом 116 очков, также стал 28-м спустя четыре года в Минске.
Лучший результат на чемпионате Европы в личном ските Джафаров показал в 2018 году, стал пятым в Леоберсдорфе. На других чемпионатах в период с 2017 по 2021 год он не поднимался выше 44-го места.
В личном ските лучшее выступление для Эмина Джафарова на Кубке мира состоялось в 2021 году в Лонато — он занял пятое место.
Вошёл в состав сборной Азербайджана на летние Олимпийские игры 2020 года, которые из-за пандемии коронавируса были перенесены на 2021 год.